# Жоржино
Жо́ржино (фин. Savotankylä) — деревня в Нурминском сельском поселении Тосненского района Ленинградской области.

## История
На карте Санкт-Петербургской губернии Ф. Ф. Шуберта 1834 года обозначена деревня Жоржина.

ЖОРЖИНА — деревня принадлежит полковнику Александру Дубянскому, число жителей по ревизии: 11 м. п., 3 ж. п. (1838 год)

В пояснительном тексте к этнографической карте Санкт-Петербургской губернии П. И. Кёппена 1849 года она записана как деревня Sawoda (Жоржина, Заводы, Бараньи Рожки) и указано количество её жителей на 1848 год: савакотов — 8 м. п., 10 ж. п., всего 18 человек. Деревня входила в лютеранский приход Ярвисаари.
Число жителей деревни по X-ой ревизии 1857 года: 8 м. п., 15 ж. п..
Согласно карте профессора С. С. Куторги 1852 года деревня называлась Журжина.

ЖОРЖИНО — деревня владельческая при колодце, число дворов — 7, число жителей: 9 м. п., 16 ж. п. (1862 год)

Согласно подворной переписи 1882 года в деревне проживали 6 семей, число жителей: 16 м. п., 12 ж. п.; разряд крестьян — собственники; лютеране: 15 м. п., 12 ж. п..
В конце XIX — начале XX века деревня административно относилась к Шапкинской волости 1-го стана Шлиссельбургского уезда Санкт-Петербургской губернии. По приходским данным население деревни было исключительно финским.
В 1913 году деревня называлась Бараньи Рожки (Жоржино), количество дворов в деревне не изменилось.
Согласно военно-топографической карте Петроградской и Новгородской губерний издания 1917 года деревня называлась Жоржина и также насчитывала 7 крестьянских дворов.
С 1917 по 1921 год деревня Жоржино входила в состав Жоржинского сельсовета Шапкинской волости Шлиссельбургского уезда.
С 1922 года в составе Нурминского сельсовета.
С 1923 года в составе Жоржинского сельсовета Лезьенской волости Ленинградского уезда.
С 1924 года в составе Эстонского поссовета.
Согласно данным переписи населения СССР 1926 года в деревне Жоржино  проживали 98 человек, все ингерманландцы, за исключением трёх русских.
С мая 1927 года в составе Ульяновской волости. С августа 1927 года в составе Колпинского района.
С 1930 года в составе Тосненского района.

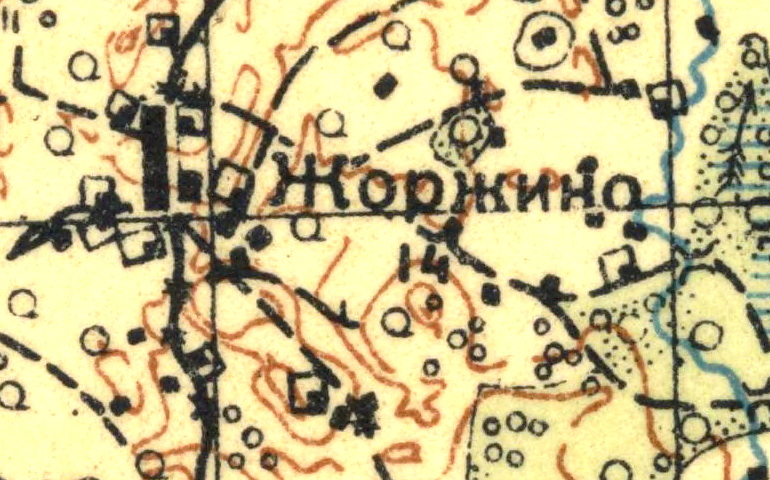
План деревни Жоржино. 1931 год

Согласно топографической карте 1931 года деревня насчитывала 14 крестьянских дворов.
По данным 1933 года деревня называлась Жар-Жино (sic) и входила в состав Эстонского национального сельсовета Тосненского района.
С 1939 года в составе Шапкинского сельсовета.
В 1940 году население деревни Жоржино составляло 120 человек. До начала Великой Отечественной войны в деревне проживало финское население.
С 1 сентября 1941 года по 31 декабря 1943 года деревня находилась в оккупации.
В 1965 году население деревни Жоржино составляло 35 человек.
По данным 1966, 1973 и 1990 годов деревня Жоржино также входила в состав Шапкинского сельсовета.
В 1997 году в деревне Жоржино Шапкинской волости проживали 5 человек, в 2002 году — также 5 человек (русские — 80 %).
В 2007 году в деревне Жоржино Нурминского СП также проживали 5 человек.

## География
Деревня расположена в центральной части района на автодороге 41К-836 (подъезд к дер. Нечеперть), к северу от центра поселения — деревни Нурма.
Расстояние до административного центра поселения — 2 км.
Расстояние до ближайшей железнодорожной станции Нурма — 4 км.

## Демография
| 1862 | 2007 | 2010 | 2017 |
| ---- | ---- | ---- | ---- |
| 25   | ↘5   | ↗24  | ↘10  |